# Anosia nigrita
Anosia nigrita är en fjärilsart som beskrevs av Moore 1883. Anosia nigrita ingår i släktet Anosia och familjen praktfjärilar. Inga underarter finns listade i Catalogue of Life.